# Kroktjärnet (Edsleskogs socken, Dalsland)
Kroktjärnet är en sjö i Åmåls kommun i Dalsland och ingår i Göta älvs huvudavrinningsområde.